# Wereldkampioenschap dammen 2006 (match)
De match om het wereldkampioenschap dammen 2006 zou in oktober 2006 in Jakoetsk gespeeld worden door titelverdediger Aleksej Tsjizjov (als winnaar van het WK toernooi 2005 in Amsterdam) en (de in dat toernooi door hem onttroonde) Aleksandr Georgiejev maar ging niet door omdat Tsjizjov het niet eens was met de financiële voorwaarden. 
Daarop werd de overwinning toegekend aan Georgiejev voor wie het de 4e wereldtitel was.
Toernooi:
1912 · 
1925 · 
1928 · 
1931 · 
1948 · 
1952 · 
1956 · 
1960 · 
1964 · 
1968 · 
1972 · 
1976 · 
1978/79 · 
1980 · 
1982 · 
1983 · 
1984 · 
1986 · 
1988 · 
1990 · 
1992 · 
1994 · 
1996/97 · 
2001 · 
2003 · 
2005 · 
2007 · 
2009 · 
2011 ·
2013 ·
2015 ·
2017 ·
2019 ·
2021 ·
2023 ·
2025

Match:
1932 · 
1933 · 
1934 · 
1936 · 
1936 · 
1937 · 
1938 · 
1945 · 
1947 · 
1951 · 
1954 · 
1958 · 
1959 · 
1961 · 
1965 · 
1968 · 
1969 · 
1972 · 
1973 · 
1974/75 · 
1979 · 
1981 · 
1983 · 
1984 · 
1985 · 
1987 · 
1990 · 
1991 · 
1993/94 · 
1996 · 
1998 · 
2003 · 
2004 · 
2006 · 
2009 ·
2013 ·
2015 ·
2016 ·
2018/19 ·
2022 ·
2024